# Niels Peter Vestergaard
Niels Peter Vestergaard (auch Niels Peder Vestergaard; * 1. Januar 1893 in Nykøbing Mors; † 4. Januar 1956 in Øster Kippinge) war ein dänischer Propst.

## Leben
Niels Peter Vestergaard war der Sohn des Lehrers Johan Nielsen Vestergaard und seiner Frau Marie Mathilde Devantier, die aus einer Hugenottenfamilie stammte. Er wurde in der Stadt Nykøbing Mors auf Mors in Nordjylland geboren. Er heiratete am 23. September 1923 in Hillerød Ingeborg Margrethe Carstens (1895–1977), Tochter des Lehrers Peter Uffe Carstens und seiner Frau Johanne Louise Funch. Im selben Jahr wurde er nach Grönland geschickt, wo er zum Hilfspastor und Lehrer an Grønlands Seminarium in Nuuk ernannt wurde. Im Jahr darauf wurde er zum Pastor in Sisimiut ernannt. 1927/28 kehrte er nach Nuuk zurück, um Knud Balle als Propst abzulösen. Er blieb bis 1934 Propst von Grönland, bevor er nach Dänemark zurückkehrte. Dort wurde er Pastor im Majbølle Sogn auf Lolland und zudem Propst im Musse Herred. Am 2. August 1949 wurde er zum Ritter des Dannebrogordens ernannt.  Er starb kurz nach seinem 63. Geburtstag im Kippinge Sogn auf Falster.